# Antiartă

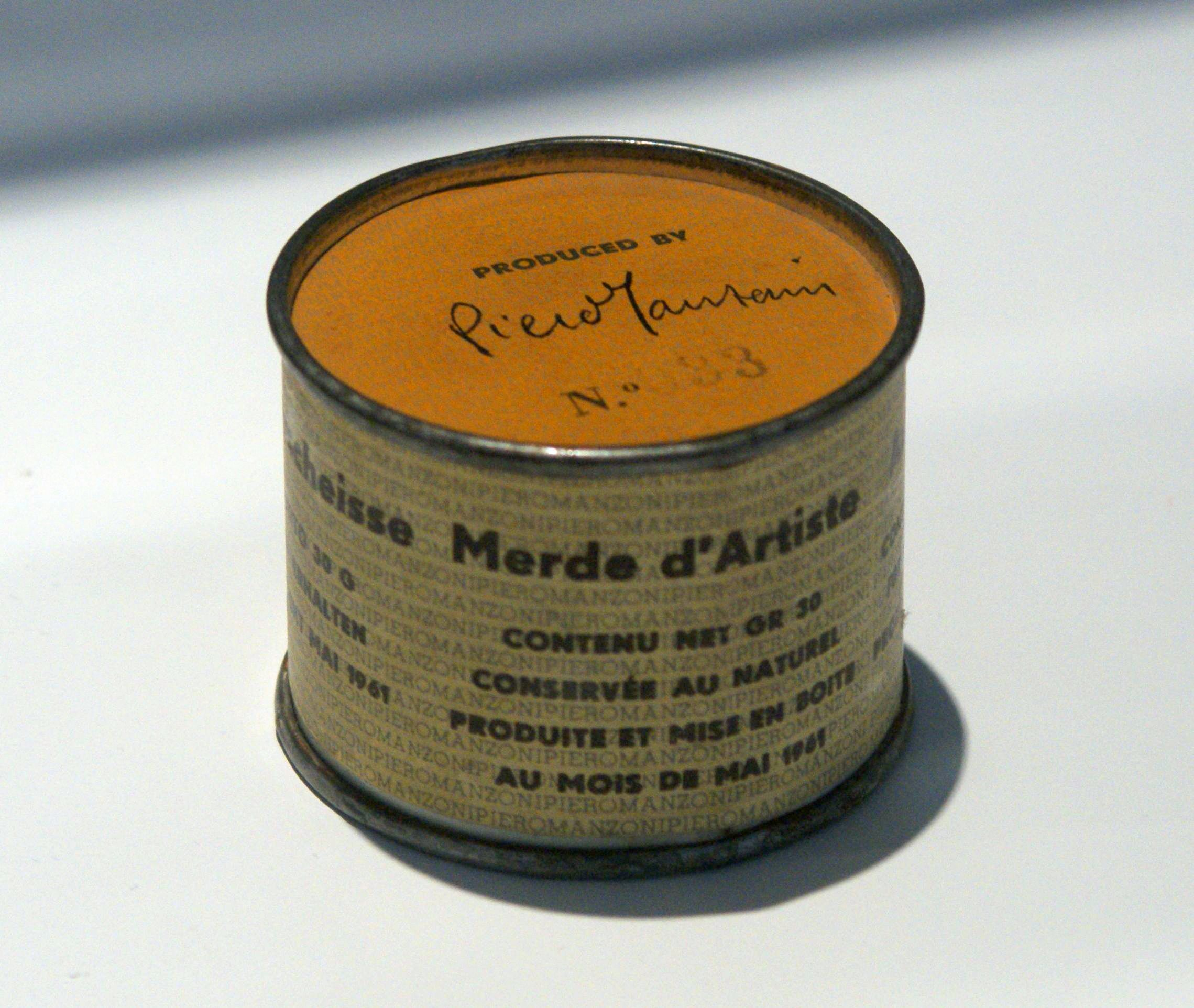
Rahatul artistului (în) este o operă de artă realizată în 1961 de către artistul italian Piero Manzoni. Opera de artă este compusă din 90 de conserve, fiecare dintre ele fiind umplută cu 30 de grame de fecale. Unul dintre prietenii artistului, Enrico Baj, a spus că aceste conserve au fost menite să fie „un act de batjocură sfidătoare a lumii artistice, a artiștilor și a criticii de artă”.

Antiartă este un termen folosit într-un sens larg, aplicabil unei varietăți largi de concepte și atitudini care resping definițiile tradiționale ale artei și pun sub semnul întrebării însăși natura acesteia. Paradoxal, antiarta provoacă această interogare și respingere chiar din perspectiva artistică. Termenul este strâns legat de mișcarea Dada și este, de obicei, atribuit lui Marcel Duchamp, care l-a folosit înainte de Primul Război Mondial, când a început să folosească obiecte găsite într-un context artistic. Antiarta a fost folosită pentru a desemna forme revoluționare ale expresiei artistice. Ulterior, în anii 1960, artiștii conceptuali au preluat termenul pentru a descrie practica celor care se retrăgeau complet din procesul artistic tradițional, refuzând să creeze lucrări comerciale sau demne de vândut.
O lucrare de antiartă poate sau nu să adopte forme artistice tradiționale sau să îndeplinească criteriile convenționale pentru a fi considerată o operă de artă conform standardelor clasice. Operele de antiartă pot reprezenta o respingere totală a normelor tradiționale utilizate pentru a defini ce constituie arta și ce nu. Acestea pot respinge în întregime standardele artistice convenționale sau pot critica doar anumite aspecte ale artei, cum ar fi piața de artă și conceptul de „arta înaltă”. Unele lucrări antiartistice contestă ideea de individualism în artă, în timp ce altele pun sub semnul întrebării „universalitatea” ca principiu acceptat în definirea artei. Mai mult, anumite forme de antiartă resping nu doar arta în sine, ci și ideea că arta ar trebui să fie o specializare distinctă. În plus, unele lucrări antiartă critică rolul artei ca factor opresiv pentru anumite segmente ale populației. 
Operele de antiartă pot contesta ideea general acceptată a unei separări între artă și viață. Acestea pot pune sub semnul întrebării însăși existența „artei”, întrebându-se dacă aceasta are cu adevărat o esență distinctă. Antiarta a fost descrisă ca un „neologism paradoxal”, având în vedere că opoziția sa evidentă față de artă concură, de fapt, cu elementele fundamentale ale artei secolului XX și ale „artei moderne”, în special cu mișcările de artă care au căutat în mod conștient să încalce tradițiile sau să se opună instituțiilor artistice. Cu toate acestea, antiarta în sine nu constituie o mișcare artistică distinctă. Acest aspect este sugerat chiar de durata sa, mai mare decât perioada acoperită de mișcările artistice tipice. Totuși, unele mișcări au fost etichetate drept „antiartă”. Mișcarea Dada este, în general, considerată prima mișcare antiartă, iar termenul „antiartă” se spune că a fost introdus de dadaistul Marcel Duchamp în jurul anului 1914, cu lucrările sale de tip readymade adesea citate ca exemple timpurii de obiecte antiartă. Theodor W. Adorno în lucrarea sa Teoria esteticii (1970), afirma că „... chiar și abolirea artei respectă arta, deoarece ia în serios pretenția de adevăr a artei”.
Antiarta a fost în general acceptată de lumea artei ca formă de artă, chiar dacă unii încă resping lucrările readymade ale lui Duchamp ca fiind artă. Un exemplu în acest sens este grupul de artiști Stuckist, care se poziționează ca fiind „antiantiartă”. 

## Forme

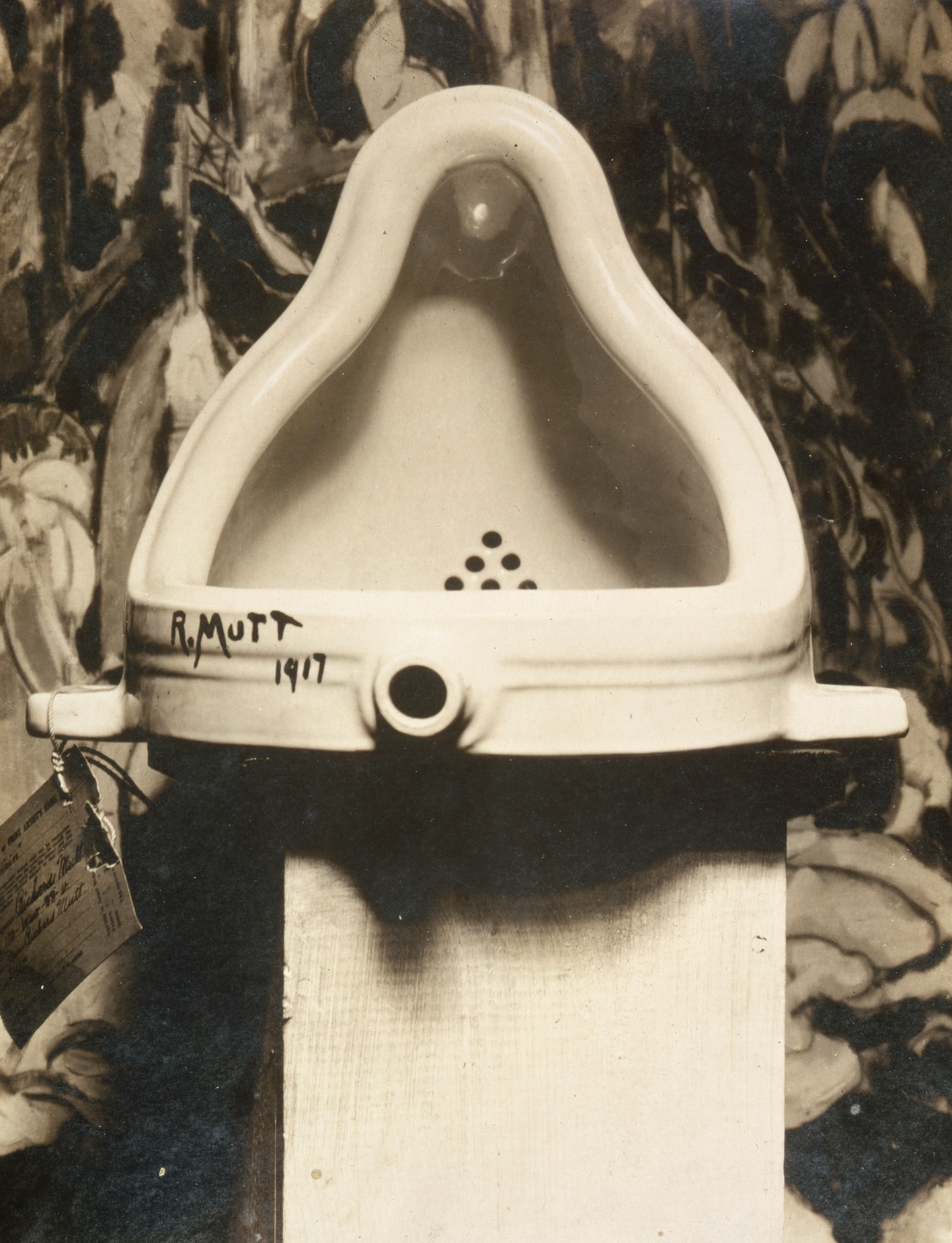
Marcel Duchamp, Fântâna, 1917. Fotografie de Alfred Stieglitz

Antiarta poate sau nu să adopte forma artei. Se presupune că antiarta nu trebuie neapărat să aibă formă artistică pentru a-și îndeplini funcția, dar acest punct rămâne discutabil. Unele dintre formele de antiartă care sunt, totuși, recunoscute ca artă, încearcă să dezvăluie limitele convenționale ale artei, extinzându-i sau subminându-i trăsăturile fundamentale.
Unele forme de antiartă reduc arta la ceea ce ar putea părea elemente fundamentale sau blocuri de construcție esențiale. Exemplele acestui fenomen includ picturile monocrome, cadrele goale, tăcerea ca muzică sau arta aleatorică. De asemenea, antiarta este adesea percepută ca un teren de experimentare extrem de inovativ, unde se folosesc materiale și tehnici neconvenționale, depășind limitele tradiționale ale artei vizuale. Aceste forme de antiartă pot include readymade-uri, obiecte găsite, detournement, picturi combinate, aproprierea artistică, întâmplări (happening), arta performativă și arta corporală. 
Antiarta poate presupune chiar renunțarea completă la actul de a face artă. Acest lucru poate fi realizat prin intermediul unei „greve artistice” sau al activismului revoluționar. Unul dintre scopurile antiartei este subminarea sau subestimarea creativității individuale. Aceasta poate fi realizată, de exemplu, prin utilizarea „readymade”-urilor, obiecte deja existente, transformate în artă prin simpla lor recontextualizare. Mai mult, creativitatea individuală poate fi limitată prin utilizarea proceselor industriale în producția lucrărilor de artă. În acest sens, antiartiștii pot încerca să submineze conceptul de autor și unicitate, alegând să își producă lucrările anonim sau refuzând să le expună publicului. Aceștia pot, de asemenea, să renunțe la orice formă de recunoaștere individuală, preferând lucrul colectiv, pentru a pune mai puțin accent pe identitatea personală și mai mult pe procesul comun de creație. Acesta este adesea cazul „întâmplărilor” sau al operelor de artă „supertemporale”, care sunt prin natura lor efemere și destinate să dispară cu timpul. Uneori, antiartiștii aleg chiar să își distrugă lucrările, iar unele dintre creațiile lor sunt intenționat concepute pentru a fi distruse, așa cum se întâmplă în cazul artei autodistructive.
André Malraux a dezvoltat un concept de antiartă care diferă semnificativ de cele prezentate anterior. Pentru el, antiarta își are originea în tradiția „Salonului” sau „Academiei” din secolul al XIX-lea, care a renunțat la ambiția esențială a artei pentru a se concentra pe un iluzionism semi-fotografic, adesea fals și superficial. Despre pictura academică, Malraux afirma: „Toți pictorii adevărați, toți cei pentru care pictura înseamnă o valoare autentică, au respins aceste tablouri – precum „Portretul unui mare chirurg care operează” și altele asemănătoare – pentru că le-au văzut nu ca o formă de artă, ci ca o negare a picturii în sine.” În concepția lui Malraux, antiarta nu a dispărut, ci a evoluat, apărând sub forme noi. Printre urmașii săi se numără cinematograful, televiziunea comercială, muzica populară și literatura de consum. „Salonul,” scria Malraux, „a fost eliminat din pictură, dar domnește încă în alte sfere, cu o autoritate supremă.” 

## Teorie
Antiarta reprezintă, de asemenea, o tendință în înțelegerea teoretică a artei și a artelor plastice.
Filosoful Roger Taylor susține că arta este o ideologie burgheză, avându-și originile în capitalism, așa cum argumentează în lucrarea sa Arta, un dușman al poporului. Deținând o poziție fermă antiesențialistă, Taylor afirmă că arta nu a existat întotdeauna și nu este un fenomen universal, ci unul specific Europei.
Invenția artei: o istorie culturală, de Larry Shiner, este o lucrare de istorie a artei care pune în discuție în mod fundamental înțelegerea noastră despre artă. „Sistemul modern al artei nu este o esență sau o soartă, ci ceva pe care l-am creat noi. Arta, așa cum o înțelegem în mod obișnuit, este o invenție europeană veche de doar două sute de ani.” (Shiner, 2003, p. 3). Shiner prezintă arta (fină) ca pe o construcție socială, care nu a existat întotdeauna în istoria omenirii și care, la rândul ei, ar putea dispărea.

## Istorie

### Înainte de Primul Război Mondial
Jean-Jacques Rousseau a contestat distincția dintre interpret și spectator, viață și teatru. Karl Marx a afirmat că arta este o consecință a sistemului de clasă concluzionând că, într-o societate comunistă, nu ar exista termenul de „artiști”, ci doar indivizi care se dedică creării artei. 

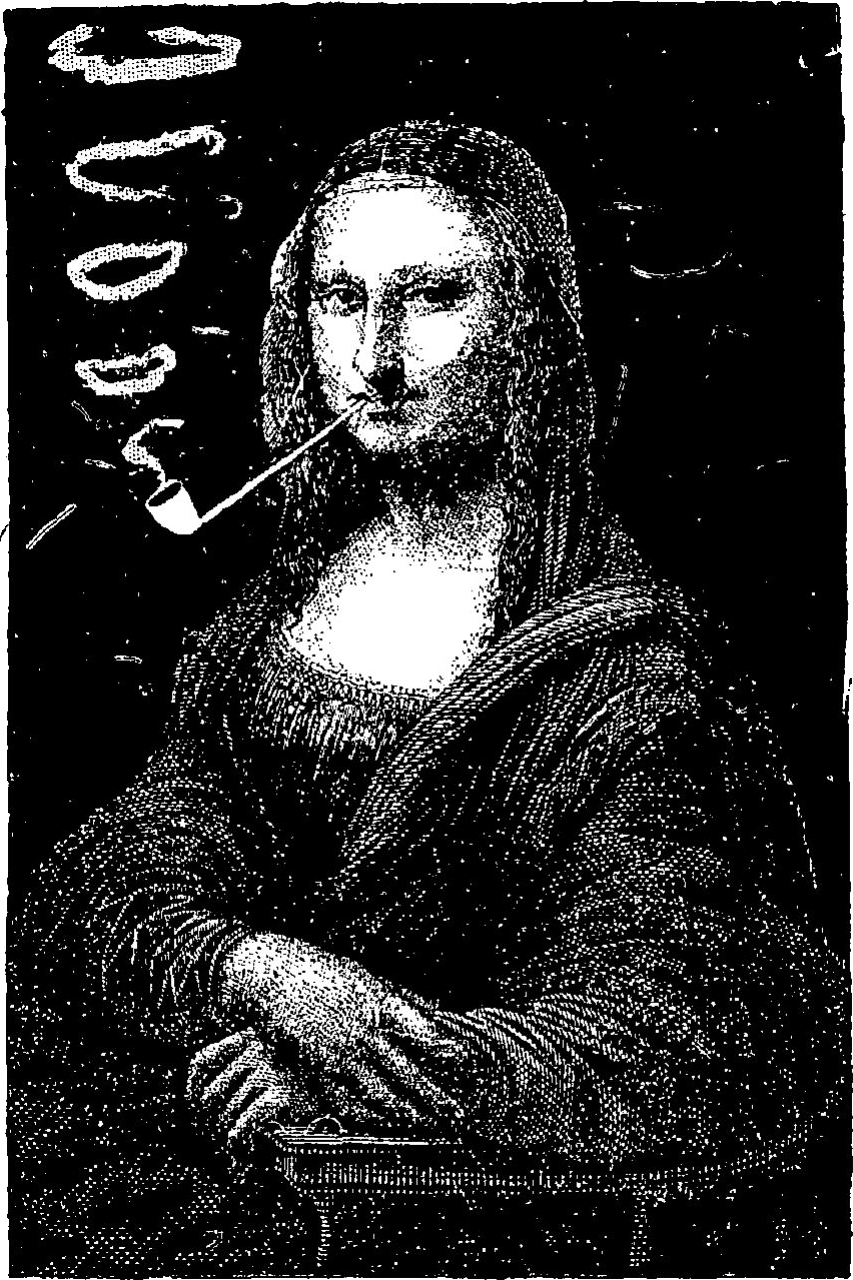
Tabloul Le rire (1887). Expus pentru prima dată în 1883 la o expoziție „Incohérents” de Arthur Sapeck (Eugène Bataille).

Probabil că prima mișcare ce s-a impus în mod deliberat ca opoziție față de arta stabilită a fost Incoherents (Incoerenții), la sfârșitul secolului al XIX-lea, în Paris. Fondată de Jules Lévy în 1882, mișcarea a organizat expoziții de artă caritabilă, concepute pentru a fi satirice și umoristice. În cadrul acestor evenimente, au fost prezentate „...desene ale unor oameni care nu știu să deseneze...” și s-au organizat baluri mascate cu teme artistice, toate în spiritul vibrant al culturii de cabaret din Montmartre. Deși mișcarea a avut o durată scurtă – ultimul spectacol Incoerent având loc în 1896 – aceasta a câștigat popularitate datorită valorii sale ca divertisment. În angajamentul lor față de satiră, ireverență și ridicol, Incoerenții au realizat o serie de lucrări care prezintă asemănări formale remarcabile cu creațiile avangardei secolului XX: ready-made(obiecte gata făcute), monocrome, rame goale și tăcerea transformată în muzică. 

### Dada și constructivismul
Începând din Elveția, în timpul Primului Război Mondial, o mare parte din mișcarea Dada și dintre mișcările artistice pe care le-a inspirat, printre care Neo-Dada, Nouveau réalisme și Fluxus, sunt considerate a fi forme de antiartă. Dadaiștii au respins conformismul cultural și intelectual din artă și, într-un sens mai larg, din întreaga societate. Pentru tot ceea ce reprezenta arta convențională, Dada trebuia să reprezinte opusul.
AAcolo unde arta era preocupată de estetica Dada o ignora complet. Dacă arta trebuia să facă apel la sensibilitățile publicului, Dada trebuia să jignească. Prin respingerea culturii și esteticii tradiționale, dadaiștii sperau să submineze însăși fundamentul acestora. Datorită implicării lor politice, dada-ul berlinez a fost cea mai radicală formă de antiartă din cadrul mișcării Dada. În 1919, grupul din Berlin, sub conducerea consiliului central revoluționar dadaist, a conturat idealurile dadaiste ale comunismului radical. 
Începând cu 1913, readymade-urile lui Marcel Duchamp au provocat noțiunea de creativitate individuală și au redefinit arta, transformând-o dintr-un obiect cu semnificație intrinsecă într-un obiect definit prin simpla sa desemnare.
Tristan Tzara a afirmat: „Sunt împotriva sistemelor; cel mai acceptabil sistem este, în principiu, acela de a nu avea niciunul.” Mai mult de atât, Tzara, care spunea cândva că „ logica este întotdeauna falsă”, probabil că a susținut viziunea lui Walter Serner despre o „dizolvare finală”. Un concept esențial în gândirea lui Tzara a fost că „atâta timp cât facem lucrurile așa cum credem că le-am făcut cândva, nu vom reuși să realizăm niciun fel de societate trăibilă.” 
Originar din Rusia în 1919, constructivismul a respins arta în întregime și ca activitate specifică, creând o estetică universală în favoarea practicilor orientate spre scopuri sociale și „utile” vieții cotidiene, precum designul grafic, publicitatea și fotografia. În 1921, la expoziția 5x5=25, Alexander Rodcenco a prezentat lucrări monocrome și a proclamat sfârșitul picturii. Pentru artiștii Revoluției Ruse, acțiunea radicală a lui Rodcenco a fost plină de posibilități utopice. Ea a marcat nu doar sfârșitul artei tradiționale, ci și al normelor și practicilor burgheze. A deschis calea pentru începutul unei noi vieți în Rusia, a unui nou mod de producție și a unei noi culturi. 

### Suprarealismul
Începând cu începutul anilor 1920, mulți artiști și scriitori suprarealiști își considerau operele o expresie a mișcării filozofice, lucrările fiind privite ca niște artefacte. Suprarealismul, ca forță politică, s-a dezvoltat inegal în întreaga lume, punându-se în unele locuri mai mult accent pe practicile artistice, în timp ce în altele, practicile politice au prevalat. În alte regiuni, praxia suprarealistă a încercat să îmbine atât artele, cât și politica. Din punct de vedere politic, suprarealismul era ultra-stângist, comunist sau anarhist. Despărțirea de Dada a fost adesea caracterizată drept o scindare între anarhiști și comuniști, suprarealiștii alăturându-se mai degrabă comuniștilor. În 1925, Biroul de Cercetări Suprarealiste a declarat afinitatea sa pentru politica revoluționară. Până în anii 1930, mulți suprarealiști s-au identificat puternic cu comunismul. Breton și tovarășii săi l-au susținut pentru o perioadă pe Leon Troțki și Opoziția sa Internațională de Stânga, deși, după Al Doilea Război Mondial, a existat o deschidere mai mare față de anarhism.
Liderul André Breton a fost explicit în afirmația sa că suprarealismul era, înainte de toate, o mișcare revoluționară. Breton credea că principiile suprarealismului puteau fi aplicate în orice circumstanță a vieții, nu doar în domeniul artistic. Adepții lui Breton, alături de Partidul Comunist, lucrau pentru „eliberarea omului”. Cu toate acestea, grupul lui Breton a refuzat să acorde prioritate luptei proletare față de creația radicală, iar conflictele lor cu Partidul au transformat sfârșitul anilor 1920 într-o perioadă tumultuoasă pentru ambele părți. Mulți indivizi strâns asociați cu Breton, în special Louis Aragon, au părăsit grupul pentru a colabora mai îndeaproape cu comuniștii. În 1929 Breton le-a cerut suprarealiștilor să își evalueze „gradul de competență morală”, iar rafinamentele teoretice incluse în al doilea manifeste du surréalisme excludeau pe oricine nu dorea să se angajeze în acțiunea colectivă.
Până la sfârșitul celui de-al Doilea Război Mondial, grupul suprarealist condus de André Breton a ales să susțină explicit anarhismul. În 1952, Breton scria: „În oglinda neagră a anarhismului, suprarealismul s-a recunoscut pentru prima dată.”

### Literismul și Internaționala Situaționistă
Înființate la mijlocul anilor 1940 în Franța de Isidore Isou, litriștii a utilizat materiale preluate din alte filme, tehnică ce urma să fie ulterior dezvoltată (sub titlul de détournement) în filmele situaționiste. De asemenea, adesea completau filmele cu spectacole live sau, prin „dezbaterea filmului”, implicau direct publicul în experiența totală. Cel mai radical dintre filmele letteriste, Anticonceptul lui Wolman și Urletele lui Debord pentru Sade, au abandonat cu totul imaginile.
n 1956, inspirat de infinitezimile lui Gottfried Wilhelm Leibniz, acele cantități ce nu pot exista efectiv decât la nivel conceptual –fondatorul letrismului, letrismului, Isidore Isou, a dezvoltat noțiunea de operă de artă care, prin natura sa, nu ar putea fi niciodată creată în realitate, dar care ar putea totuși oferi recompense estetice prin contemplarea intelectuală. În acest context, și derivând direct din aceasta, apare excoördismul, expresia actuală a mișcării isouiene, definită ca arta infinitului de mare și infinitului de mic.
În 1960, Isidore Isou a inventat arta supertemporală – un concept menit să invite și să permită publicului să participe activ la crearea unei opere de artă. În forma sa cea mai simplă, acest lucru nu presupunea nimic mai mult decât adăugarea unor pagini goale într-o carte, lăsând cititorul să-și completeze propria contribuție.
La sfârșitul anilor 1950, în Japonia, Group Kyushu era un grup artistic audace, experimental și provocator. Ei rupeau și ardeau pânze, capsau carton ondulat, cuie, nuci, arcuri, așchii de burghiu din metal și pânză, încorporând aceste materiale în lucrările lor. Asamblau ansambluri grele din obiecte vechi și erau mai bine cunoscuți pentru că își acopereau lucrările cu gudron. De asemenea, uneori, își acopereau operele cu urină și excremente. Scopul lor era să aducă arta mai aproape de viața cotidiană, prin integrarea obiectelor obișnuite și prin expunerea lucrărilor în aer liber, pe stradă, pentru ca oricine să le poată vedea și interpreta. 
Alte grupuri similare antiartă au fost Neo-Dada (Neo-Dadaizumu Oganaizazu), Gutai (Gutai Bijutsu Kyokai) și Hi-Red-Center. Influențate în diverse moduri de L'Art Informel, aceste mișcări și membrii lor au lucrat pentru a aduce materialul în prim-planul lucrărilor lor: în loc să considere arta ca o reprezentare a unui referent îndepărtat, ei au plasat materialul însuși și interacțiunea directă a artiștilor cu acesta în centrul atenției. Eliberarea gestuală a fost o altă moștenire a L'Art Informel, iar membrii Grupului Kyushu au îmbrățișat-o cu entuziasm, aruncând, picurând și rupând materialele, uneori distrugând lucrarea în procesul lor creativ.
Începând cu anii 1950, în Franța, Internaționala Letteristă și, ulterior, Internaționala Situaționistă a formulat un punct de vedere dialectic, considerându-și misiunea drept înlocuirea artei tradiționale, prin eliminarea noțiunii de artă ca activitate separată și specializată, și transformând-o astfel într-o componentă a vieții cotidiene. Din perspectiva situaționiștilor, arta este fie revoluționară fie nu este deloc. În acest context, ei au privit eforturile lor ca pe o continuare a proiectului Dada și a suprarealismului, dar în același timp au abolit complet ambele mișcări. Situaționiștii au renunțat, astfel, la realizarea artei în forma sa convențională. 
Membrilor Internaționalei Situaționiste le plăcea să creadă că reprezintă cea mai radicală, politizată, bine organizată și teoretic productivă mișcare antiartă, atingând apogeul în cadrul protestelor studențești și al grevei generale din mai 1968 în Franța, o viziune susținută și de alți susținători, inclusiv de academicianul Martin Puchner.
În 1959, Giuseppe Pinot-Gallizio a propus conceptul de „pictură industrială” ca o formă de „artă industrial-inflaționistă”.

### Neo-Dada și perioadele ulterioare
Similar cu Dada, în anii 1960, Fluxus a fost marcat de un puternic curent anticomercialist și o sensibilitate antiartă, respingând arta convențională dictată de piață în favoarea unei practici creative centrate pe artist. Artiștii Fluxus au folosit performanțele lor minimaliste pentru a șterge granițele dintre viață și artă. 
În 1962, Henry Flynt a adoptat o poziție deschis antiartă, propunând ca arta de avangardă să fie înlocuită de concepte precum veramusement și brend – neologisme care sugerează, în esență, recreație pură.
În 1963, George Maciunas a pledat pentru o revoluție artistică, propunând „arta vie, antiartă” și „realitatea non-artistică, accesibilă tuturor popoarelor”. Maciunas și-a dedicat eforturile susținerii obiectivelor sale, afirmând „statutul non-profesional al artistului... dispensabilitatea și includerea lui”, subliniind că „orice poate fi artă și oricine o poate face”. 
În anii 1960, grupul de artă inspirat de Dada, Black Mask, afirma că arta revoluționară ar trebui să fie „o parte integrantă a vieții, așa cum era în societățile primitive, și nu o anexă a bogăției”. Black Mask a perturbat evenimentele culturale din New York, distribuit fluturași inventați cu anunțuri despre evenimente de artă și oferind băuturi gratuite celor fără adăpost. Ulterior, grupul Motherfuckers a apărut din fuziunea Black Mask cu un alt grup, Angry Arts.
În 1966, BBC a difuzat un interviu cu Marcel Duchamp, realizat de Joan Bakewell, în care acesta expunea unele dintre cele mai explicite idei ale sale antiartă. Duchamp a comparat arta cu religia, afirmând că își dorea să elimine arta în același mod în care mulți au eliminat religia. Continuând discuția, el a explicat intervievatorului că „cuvântul ‘artă’ provine etimologic din ‘a face’”, subliniind că arta este orice activitate, iar societatea noastră este cea care impune distincții „pur artificiale” între cei considerați artiști.
În anii 1970, grupul King Mob a fost responsabil pentru atacuri asupra galeriilor de artă, extinzându-și criticile nu doar asupra instituțiilor, ci și asupra artei expuse în interiorul acestora. Conform filozofului Roger Taylor, conceptul de artă nu este universal, ci o invenție a ideologiei burgheze, folosită pentru a susține și perpetua această ordine socială. Taylor o compară cu un cancer care se extinde și colonizează alte forme de viață, făcând imposibilă distincția între ele. 
Între 1990 și 1993, Stewart Home a lansat un Art Strike, diferit de propunerile anterioare de grevă artistică, precum cea a lui Gustav Metzger din anii 1970. Această acțiune nu avea scopul de a oferi artiștilor control asupra distribuției operei lor, ci se dorea a fi un exercițiu de propagandă și război psihologic, menit să distrugă întreaga lume a artei, nu doar sistemul galeriilor. Asemenea grupului Black Mask în anii 1960, Stewart Home a perturbat evenimentele culturale din Londra în anii 1990, distribuit fluturași fictivi cu anunțuri despre evenimente literare celor fără adăpost, atrăgându-i cu promisiunea băuturilor gratuite. 
Fundația K a fost o organizație artistică care a publicat reclame de presă inspirate de situaționism și a orchestrate subversiuni extravagante în lumea artei. Cel mai cunoscut act al lor a fost, însă, momentul în care, după ce planurile de a integra bancnotele într-o lucrare de artă au eșuat, au ars un milion de lire sterline în numerar.
Punk-ul a adoptat poziții ferm antiartă. Multe trupe de „muzică industrială” își descriu lucrările ca o formă de „terorism cultural” sau „antiartă”. De asemenea, termenul este folosit pentru a caracteriza alte forme de artă intenționat provocatoare, precum versurile absurde sau nonsensice.

## Ca arta
În mod paradoxal, majoritatea formelor de antiartă au fost treptat acceptate și integrate complet în instituțiile artistice, devenind acum forme convenționale de artă. Chiar și mișcările care au respins arta cu cea mai mare vehemență sunt acum conservate și expuse în cele mai prestigioase instituții culturale.
Readymade-urile lui Duchamp sunt încă considerate antiartă de către stuckiști, care afirmă, de asemenea, că antiarta a devenit acum un concept conformist. În acest sens, ei se definesc drept „antiantiartă”. 